# Mentone (Indiana)
Mentone è un comune degli Stati Uniti d'America, situato nello Stato dell'Indiana, nella contea di Kosciusko.

## Storia
Mentone è stata pianificata nel 1882. Probabilmente prende il nome dall'omonima città francese. L'ufficio postale di Mentone fu fondato nel 1882.